# Massenauswanderung der Pfälzer (1709)
Als Massenauswanderung der Pfälzer (englisch Palatines) wird die erste große Auswanderungswelle aus Deutschland nach dem Königreich Großbritannien und den britischen Kolonien in Nordamerika im Jahr 1709 bezeichnet. Die Versorgung und Ansiedlung der mehr als 11.000 verelendeten Ankömmlinge stellte die britische Regierung vor eine große Herausforderung und stieß eine innenpolitische Debatte und eine Regierungskrise an. 

## Verlauf

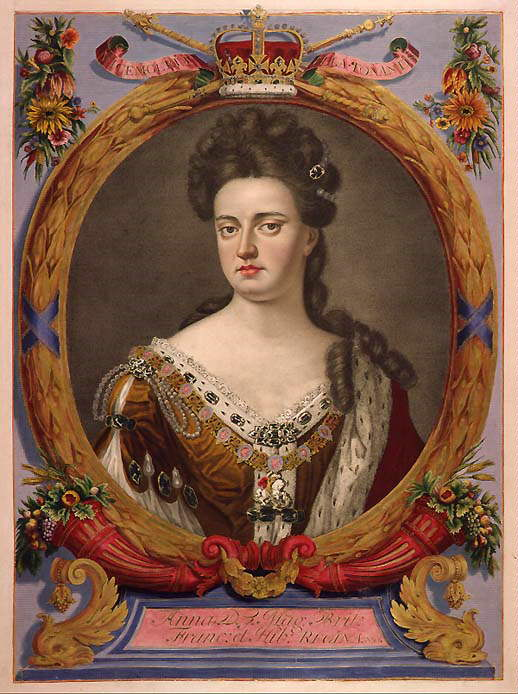
Königin Anne, kolorierter Stich aus einem für August den Starken 1706–1710 gefertigten Atlas

Die Kurpfälzer Untertanen waren durch langwierige Kriege und hohe Abgaben belastet. Vornehme Personen in England hatten sie darauf hingewiesen, dass sie in England besser versorgt werden könnten, falls sie sich dahin und von dort weiter an anzuweisende Orte begeben wollten. Dieses Angebot verbreitete sich in Südwestdeutschland durch gedruckte Broschüren mit dem Bild der Königin Anne und von Mund zu Mund, so dass im Frühjahr 1709 am Mittelrhein ein Auswandererfieber grassierte. Die Auswanderer fuhren in Gruppen rheinabwärts und setzten von Rotterdam nach London über, in der Meinung, ein besseres Auskommen zu finden. Binnen kurzem kamen Tausende auf englischem Boden an. Im Mai 1709 wurden in London bereits an die 6520 Personen gezählt. Es bestand zunächst der Plan, sie alle zusammen in der Provinz Kent unterzubringen und zu diesem Zweck den großen Tiergarten und Wald von Coloham (wohl Chatham) aus dem Besitz des Adligen Joseph Williamson anzukaufen, doch kam dieser Plan nicht zur Ausführung. Indessen lagerten die armen Leute bei London. Ihre Zahl wuchs von Woche zu Woche, bis man in Deutschland mit allem Nachdruck bekannt machen ließ, dass niemand mehr angenommen würde. Etliche hundert Katholiken, die man nach den Landesgesetzen nicht aufnahm, wurden mit Reisegeld versehen wieder zurückgeschickt. Für die übrigen Kurpfälzer errichtete man notdürftige Hütten und wies ihnen auch etliche Wohnplätze in Hampshire zu.
Die Auswanderer hatten ihre Barmittel indessen aufgebraucht und saßen mittellos fest. Auf englischer Seite hatte niemand mit einer so großen Zahl von Ankömmlingen gerechnet, die wohl 11.000 überstieg, die Einwohnerzahl einer Provinz. Zu ihrer Unterbringung und Versorgung wurden 100 Kommissare aus verschiedenen Ständen ernannt, darunter Herzoge, Markgrafen, Grafen, Bischöfe und Ritter. Zugleich wurde eine Kollekte im ganzen Königreich durchgeführt, die eine große Summe Geldes erbrachte. Mittlerweile ließ Königin Anne an die 800 Reichstaler täglich an die Geflohenen austeilen, dazu einmalig an die 1000 hochdeutsche Bibeln. Die Arbeitsfähigen sollten auf das Königreich verteilt werden und wer immer Arbeitskräfte brauchte, konnte sie abholen. Je länger der Aufenthalt dauerte, desto schlechter wurde die allgemeine Stimmung. Es kam zu Konflikten zwischen den Pfälzern oder Palatines, wie die Auswanderer verallgemeinernd genannt wurden, und dem Londoner Proletariat um Arbeitsgelegenheiten. Der Ausdruck Palatines wurde üblich und bezeichnete im englischen Sprachgebrauch bis zum Ende der Kolonialzeit alle hochdeutschen Auswanderer. 
Auf Gaerrsey (wohl Jersey) legte man eine Leinwand-Bleiche an, um dort eine Anzahl Leute zu beschäftigen. Irland forderte Auswanderer an, um verödete Güter wiederzubesiedeln. Dorthin wurden sogleich 500 Familien, circa 3000 Personen, geschickt. Diese wurden gut aufgenommen und gefördert, beispielsweise ließ der Erzbischof von Dublin Kirchengebete, Lieder usw. in hochdeutscher Sprache drucken und die Ankömmlinge damit beschenken. 100 Familien beziehungsweise 650 Personen begleiteten Christoph von Graffenried 1710 mit nach Carolina, 850 Familien beziehungsweise 3000 Personen wurden 1710 nach New York weitergeleitet. Eine unbekannte Anzahl starb vor der Verteilung.

## Herkunftsgebiete in Deutschland
Eine Statistik von 1711 nennt folgende Herkunftsgebiete der Auswanderer: Aus der Kurpfalz 8589. Aus der Landgrafschaft Hessen-Darmstadt 2334. Aus der Grafschaft Hanau-Münzenberg, der Grafschaft Isenburg und Umgebung wie auch aus der Wetterau 1113. Aus dem Frankenland 653. Aus dem Kurmainzischen 63, aus dem Kurtrierischen 58. Aus dem Bistum Worms, dem Bistum Speyer und der Grafschaft Erbach 490. Aus der Landgrafschaft Hessen-Kassel waren es 81 Auswanderer, aus dem Herzogtum Pfalz-Zweibrücken 125. Für das Herzogtum Nassau wurden 203 Personen genannt, aus dem Elsass stammten 413 Auswanderer. Aus der Markgrafschaft Baden stammten 320 Personen. Zusammen mit weiteren 871 Auswanderern aus anderen Territorien waren dies insgesamt 15.313 Personen. Das gleiche Pamphlet spricht dann von 8213 angenommenen und 6994 rückkehrenden Auswanderern; zusammen 15.207 Personen. Mit noch 17.261 in London Verstorbenen wären dies 32.468 Ankömmlinge. Bedingt durch Mehrfachzählung scheinen die Zahlen zu hoch.

## Push- und Pull-Faktoren

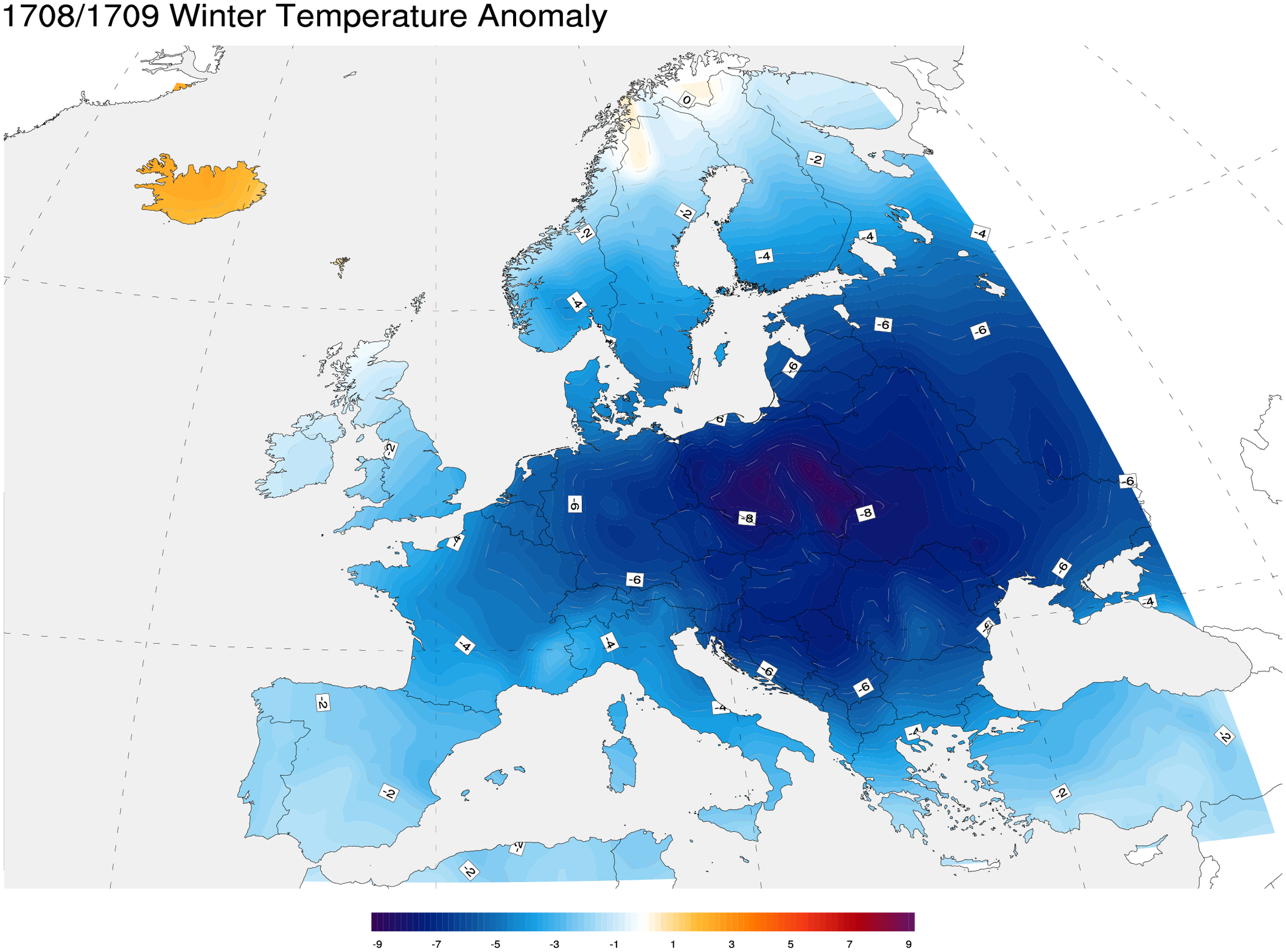
Winter 1708/1709. Temperatur-Anomalie im Vergleich zu 1971–2000.

Als Gründe für die Auswanderungswelle wurden zeitgenössisch genannt:
- Im Heimatland der extrem kalte und harte Winter 1708/09, für Mittel-, Ost- und Südosteuropa einer der kältesten Winter des Jahrtausends, der mit dem Erfrieren der Wintersaat, der Weinstöcke und Obstbäume Teuerung und Hungersnot erwarten ließ, England und Irland aber nicht betroffen hatte; die nicht enden wollenden Kriege am Mittelrhein, das heißt der noch andauernde Spanische Erbfolgekrieg mit ständiger Truppenpräsenz und Requisitionen in der Südpfalz, die hohen Abgaben.
- Im Zielland die seit März 1709 mögliche Einbürgerung aller Protestanten, dazu großzügige Versprechungen seitens der Grundherren zur Anwerbung der Siedler, nämlich 100 Acres, also 200 Morgen, Landbesitz pro Kopf, gleich ob Mann, Frau oder Kind, dazu 10 Jahre Steuerfreiheit,[4] sowie die erwartete religiöse Toleranz für die protestantischen Nonkonformisten.

Die Ankunft der unerwartet großen Masse stieß eine innenpolitische Debatte über die Vor- und Nachteile der Einwanderung an. Königin Anne sprach sich für eine Ansiedlung der Pfälzer in England aus; andere wollten sie instrumentalisieren zur Stärkung des Protestantismus in Irland, zur Arbeit für die britische Marine und zur Abwehr der Franzosen, mit denen das Königreich noch im Krieg lag. Als im April 1711 ein Parlamentsbericht die aufgewendeten Beträge mit 135.775 Pfund Sterling bezifferte, wurde das Einbürgerungsgesetz schleunigst aufgehoben.

## Rückkehr nach Deutschland
Weder die britische Regierung noch die Ankömmlinge waren auf die Situation vorbereitet. Aus eigener Kraft ohne Verwandte, Geld, Sprachkenntnis oder Kontakte war es kaum jemandem möglich, Fuß zu fassen. Wer von Land, Haus, Vieh und Steuerfreiheit geträumt hatte, sah sich getäuscht. Neben den zur Rückkehr gedrängten Katholiken gelangten mehrfach rückkehrwillige Auswanderer nach Rotterdam zurück. Namenslisten der Rückkehrer führen 508 Familien oder 2150 Personen im Jahr 1709 auf, 482 Familien mit 1617 Personen im Jahr 1710, 168 Familien bzw. 620 Personen im Jahr 1711. Zusammen ergibt dies eine Zahl von 1158 Familien bzw. 4387 Personen.

## Ansiedlung

### Ansiedlung in Irland
Nach Irland gelangten im September 1709 anstatt der von der Ansiedlungskommission vorgeschlagenen 500 Familien deren 821 mit insgesamt 3073 Personen, die zunächst in Dublin beim Bau eines Arsenals und im Land verteilt im Taglohn arbeiteten. Bald verließen die meisten Irland wieder auf eigene Faust, so dass im Februar 1710 noch 507 Familien mit 2051 Personen in Irland waren, im Juli 1711 noch 314 Familien mit 1231 Personen. Die zum Verbleib bereiten Familien wurden zum Teil als Pächter auf dem Land der Adligen Thomas Southwell und Charles Silver Oliver in der Grafschaft Limerick in Südwest-Irland angesiedelt. Sie errichteten Siedlungen bei Rathkeale (Courtmatrass, Castlematrass, Killeheen und Ballingarane). 1715 wurden per Gesetz 213 namentlich genannte Haushaltsvorstände eingebürgert. Die Irlandpfälzer unterschieden sich – auch wegen des konfessionellen Gegensatzes – noch lange Zeit vom irisch-katholischen Umfeld.

### Ansiedlung in der Provinz Carolina
100 Familien mit 650 Mitgliedern wurden von Christoph von Graffenried übernommen, einem überschuldeten Berner Patrizier, der in Carolina Silberminen ausbeuten wollte. Sie fuhren im Januar 1710 mit dem designierten Gouverneur von Carolina Edward Hyde und dem Landvermesser John Lawson mit zwei Schiffen von London ab. Graffenried selbst und sein Kompagnon Franz Ludwig Michel folgten im Sommer 1710 mit einer kleinen Gruppe Berner. Die Ankömmlinge, deren Zahl sich durch Tod und Abgang bis Juli 1711 auf 300 Personen verminderte, errichteten die Siedlung New Bern im heutigen North Carolina. Bereits 1711 scheiterte das ganze Kolonisationsunternehmen an den politisch instabilen Verhältnissen der Provinz. Die Tuscarora, auf deren Land New Bern errichtet war, brannten die Siedlung nieder, die Ansiedler litten Hunger. Lawson kam um, später auch Michel. Graffenried setzte sich schließlich ab und gelangte 1713 über London nach Bern zurück. Seine Rechtfertigung schildert das Unternehmen umständlich und ist für viele Geschehnisse die einzige Quelle.

### Ansiedlung in der Provinz New York
850 Familien mit 3000 Personen wurden zur Jahreswende 1709/10 eingeschifft und fuhren 1710 auf zehn Schiffen mit dem neuen Gouverneur Robert Hunter und dem ordinierten Pfarrer Josua Harrsch alias Kocherthal nach New York City, das sie im Sommer 1710 erreichten. Das von der Regierung gebilligte Projekt Hunters sah vor, dass die Deutschen aus den dortigen Kiefern Pech und Teer für die Magazine der britischen Marine herstellen sollten. Einige Auswanderer blieben in New York City zurück, für die anderen wurden Barackenlager am mittleren Hudson errichtet, die West Camps (Elizabeth Town, George Town, New Town) bei Saugerties auf königlichem Land am Westufer und die East Camps (Hunterstown, Queensbury, Annsbury, Haysbury), heute Germantown, am Ostufer auf dem Besitz des Adligen Robert Livingston, der an den Zahlungen der Regierung zum Unterhalt der Einwanderer gut verdient haben soll. Die Pech- und Teerproduktion kam nie in Gang, sei es wegen der ungeeigneten Baumart oder aus anderen Gründen. Im September 1712 stellte die Regierung die Zahlungen an die Ansiedler ein und überließ diese ihrem Schicksal. Nach einem Hungerwinter 1712/13 verließen viele Familien die Camps eigenmächtig. Zahlreiche siedelten sich ohne Werkzeuge oder Vieh unter elenden Bedingungen im nicht allzu weit entfernten Schoharietal an. Da ihnen dort die Besitztitel streitig gemacht wurden, kauften 100 Familien 1723 mit Zustimmung des Gouverneurs im Stone Arabia Patent und Burnetsfield Patent Land von den Mohawk im mittleren Mohawktal, 15 Familien zogen im gleichen Jahr in einem großen Treck nach Pennsylvania, das sie mittlerweile als günstiger für eine Ansiedlung ansahen, und errichteten dort die Siedlung Tulpehocken.
Ob, wie gelegentlich behauptet wird, Auswanderer nach den Scilly-Inseln, Jamaika oder Barbados gelangt sind oder sich gar den Piraten auf Nassau auf den Bahamas angeschlossen haben, bleibt offen.